# Stivhed
Stivhed er et objekts rigiditet — dvs. i hvor høj grad det deformerer når det udsættes for kraft.
Det komplementære begreb er fleksibilitet eller smidighed: jo mere fleksibelt et objekt er, des mindre stivt er det.

## Fodnoter
1. ↑  Baumgart F. (2000). "Stiffness--an unknown world of mechanical science?". Injury. Elsevier. 31. doi:10.1016/S0020-1383(00)80040-6. Hentet 2012-05-04. “Stiffness” = “Load” divided by “Deformation”
2. ↑  Martin Wenham (2001), "Stiffness and flexibility", 200 science investigations for young students, s. 126, ISBN 978-0-7619-6349-3

| Fysik | Spire Denne artikel om fysik er en spire som bør udbygges. Du er velkommen til at hjælpe Wikipedia ved at udvide den. |